# 최고의 이혼
《최고의 이혼》(最高の離婚 사이코노리콘[*])은 2013년 1월 10일부터 3월 21일까지 후지 TV 목요극장 시간대에 방송된 일본의 텔레비전 드라마이다.
연속 드라마의 1년 후를 그린 스페셜 드라마 《최고의 이혼 Special 2014》이, 2014년 2월 8일에 방송되었다.

## 개요
결혼을 생각하는 연대가 남녀 모두 20대를 넘어 30대가 되어, 싱글족 세태를 풍자하는 인간이나 교제 감각으로 결혼했기 때문에, 황혼 이혼이 증가하고 있다고 하는 현대인들의 복잡한 결혼 사정을 모티브로, 30대의 미숙한 결혼관을 통해, 결혼 본연의 자세나 가족에 대해서 진지하게 공감해 보는 러브 코미디 가족 드라마이다. 주연 에이타, W헤로인 오노 마치코와 마키 요코에 가세해 아야노 고의 4명이 2조의 어라서(어라운드 서리) 부부를 연기한다. 사카모토 유지에 의한 신작 오리지널 작품. 이야기는 도쿄도의 나카메구로를 무대로 한다.
캐치프레이즈는 〈왜일까. 헤어지고 나서야 좋아진다.〉

## 등장인물

### 주요 인물
하마사키 미츠오(30) - 에이타
자동 판매기 설치 회사의 영업부 사원. 신경질적이고 세세한 성격.
하마사키 유카(30) - 오노 마치코
친가는 후지노미야. 구(旧)성:호시노. 미츠오의 조부가 개업한 〈카메 짱 클리닉점〉을 계승한다. 남편에 비해 대략적인 성격.
우에하라 아카리(30) - 마키 요코
여성 전용의 아로마테라피&타이 마사지점 〈Se Terang〉를 영위하고 있다. 구(旧)성:콘노. 아오모리현 하치노헤시 출신. 미츠오가 대학시절에 교제하고 있던 전 연인. 미츠오가 돌연, 급성요통증이 된 연으로 그와 재회한다.
우에하라 료(30) - 아야노 고
아카리의 남편. 미술 대학의 강사. 유카가 일하는 세탁소에 아내에게 보여줄 수 없는 세탁물을 가져온다.

## 제작진
- 각본 - 사카모토 유지
- 음악 - 세가와 에이시
- 연출 - 미야모토 리에코, 나미키 미치코, 카토 유스케

## 주제가
- 쿠와타 케이스케 〈Yin Yang〉

## 방송 일자

### 연속 드라마
| 각 화                                                      | 방송일          | 부제(서브 타이틀) | 연출            | 시청률 |
| ---------------------------------------------------------- | --------------- | --- | --------------- | ------ |
| 제1화                                                      | 2013년 1월 10일 | 괴로워. 결혼은 길고 긴 고문이에요 | 미야모토 리에코 | 13.5 % |
| 제2화                                                      | 2013년 1월 17일 | 당신같은건 죽어버리면 좋을텐데 | 나미키 미치코   | 11.0 % |
| 제3화                                                      | 2013년 1월 24일 | 부부의 또 하나의 비밀과 진실 | 나미키 미치코   | 10.8 % |
| 제4화                                                      | 2013년 1월 31일 | 이제 그만 인정하지!? 나는 오래전부터 눈치채고 있었어!? 당신이 좋아하는 건 내가 아니라! 당신 자신뿐이야!                                                        | 카토 유스케     | 12.3 % |
| 제5화                                                      | 2013년 2월 7일  | 바람 피는게 절대 안 된다 그런 말을 하는게 아니에요 남자라면 모두 그런 마음 어딘가에 있겠죠 저도 할 수만 있다면 바람피고 싶어요!                                | 나미키 미치코   | 11.3 % |
| 제6화                                                      | 2013년 2월 14일 | 남자가 어린애라서 여자는 이렇게 되는 거야. 아내는 결국, 무서운 부인이 될지 우는 부인이 될지 두 가지의 선택밖에 없어. 바보 같아. 부부같은건 코미디야            | 가토 유스케     | 12.1 % |
| 제7화                                                      | 2013년 2월 21일 | 작별하는 것은 스스로 결정한 일이지만 조금 외로운 생각도 듭니다. 그렇지만 또 당신을 몰래 보고 싶어졌을 때는, 당신에게 조금 말을 건네고 싶어졌을 때는…           | 나미키 미치코   | 11.7 % |
| 제8화                                                      | 2013년 2월 28일 | 거리에 나와, 우연히 만난 사람에게 자신이 말을 걸고, 누구라도 좋으니까 안기고 싶다고, 그런 사람이 되어버리는 건 아닌가 하고…괜찮잖아, 한번 자볼래?              | 나미키 미치코   | 12.9 % |
| 제9화                                                      | 2013년 3월 7일  | 이혼은 최악의 결과가 아니라고 생각합니다. 애정도 없는데 기대도 안 하는데 함께 있는 것이 가장 불행하네요. 이번은 최고의 결혼을 해 주세요                        | 미야와키 료     | 10.7 % |
| 제10화                                                     | 2013년 3월 14일 | 당신이 그 아이의 아버지가 되면 괜찮은 거 아냐!? 그게, 가장 원만하게 수습되는 게 아닐까? 책임이라고 할까, 챙겨줘야 하는 거 아니야?                              | 카토 유스케     | 10.6 % |
| 최종화                                                     | 2013년 3월 21일 | 솔직히 괴롭습니다. 결혼이란 건, 고문이라고 생각했습니다만, 아니었습니다. 결혼은, 먹이 사슬입니다. 침묵하고 먹을 수 있는 것을 기다릴 뿐. 아- 괴로워. 4배 괴로워 | 나미키 미치코   | 12.7 % |
| 평균 시청률 11.8 % (시청률은 간토 지방·비디오 리서치 조사) |                 | |                 |        |

### 스페셜
| 방송일         | 부제(서브 타이틀)                                                                      | 연출          | 시청률 |
| -------------- | -------------------------------------------------------------------------------------- | ------------- | ------ |
| 2014년 2월 8일 | 이혼의 원인이 무엇인지 압니까? 결혼입니다. 결혼하기 때문에 이혼하는 겁니다. 괴롭습니다 | 나미키 미치코 | 13.6 % |